# Broughton (Ohio)
Broughton és una vila dels Estats Units a l'estat d'Ohio. Segons el cens del 2000 tenia 166 habitants.

## Demografia
Segons el cens del 2000, Broughton tenia 166 habitants, 57 habitatges, i 45 famílies. La densitat de població era de 291,3 habitants per km².
Dels 57 habitatges en un 42,1% hi vivien nens de menys de 18 anys, en un 61,4% hi vivien parelles casades, en un 8,8% dones solteres, i en un 19,3% no eren unitats familiars. En el 17,5% dels habitatges hi vivien persones soles el 7% de les quals corresponia a persones de 65 anys o més que vivien soles. El nombre mitjà de persones vivint en cada habitatge era de 2,91 i el nombre mitjà de persones que vivien en cada família era de 3,26.
Per edats la població es repartia de la següent manera: un 31,9% tenia menys de 18 anys, un 6,6% entre 18 i 24, un 34,3% entre 25 i 44, un 16,9% de 45 a 60 i un 10,2% 65 anys o més.
L'edat mediana era de 32 anys. Per cada 100 dones de 18 o més anys hi havia 109,3 homes.
La renda mediana per habitatge era de 34.375 $ i la renda mediana per família de 45.625 $. Els homes tenien una renda mediana de 31.250 $ mentre que les dones 16.250 $. La renda per capita de la població era de 12.808 $. Aproximadament el 4,1% de les famílies i el 5,8% de la població estaven per davall del llindar de pobresa.

## Poblacions properes
El següent diagrama mostra les poblacions més properes.